# Stal Kruppa

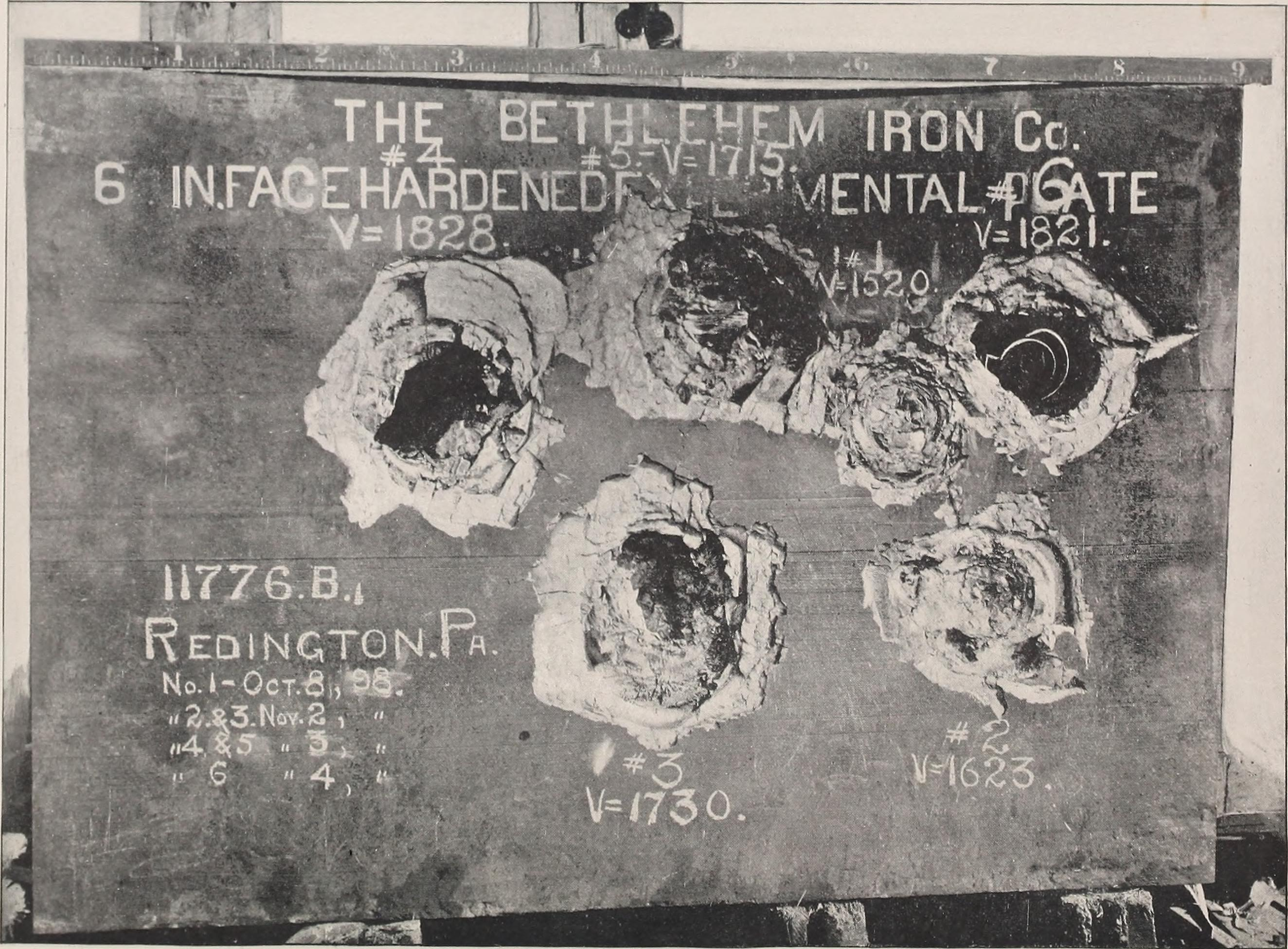
Test wytrzymałościowy 150 mm pancerza wykonanego ze stali Kruppa

Stal Kruppa – rodzaj stali używanej głównie do opancerzania okrętów. Opracowana w zakładach Kruppa pod koniec XIX wieku.  Zastąpiła używaną wcześniej stal Harveya.
Początkowy etap produkcji stali Kruppa był podobny do produkcji stali Harveya, ale w celu zwiększenia twardości stali zamiast niklu używano chromu (aż do 1% zawartości w stopie). Znacznie bardziej zaawansowany technologicznie był drugi etap produkcji, czyli nawęglanie. Stal Harveya była utrzymywana w wysokiej temperaturze w kontakcie z węglem, czasami nawet na kilka tygodni. Przy produkcji stali Kruppa używano efektywniejszego procesu  - nawęglania za pomocą gazowego węglowodoru. Po etapie nawęglania stal była ponownie nagrzewana do 30-40% grubości stali i gwałtownie chłodzona wodą bądź olejem.
Stal Kruppa wyparła używaną wcześniej stal Harveya, gdyż była od niej bardziej wytrzymała o około 15%.